# Bille Woodruff
Bille Woodruff es un director de cine y videos musicales, notable por dirigir varios videos para un gran número de artistas R&B y Hip-Hop desde mediados de los '90. Algunos artistas incluye a Joe, para quien Woodruff ha dirigido nueve videos musicales desde 1994, y Toni Braxton, con quien ha trabajado seis veces desde 1996. Woodruff dirigió los videos musicales de algunos de los más grandes éxitos de Braxton, incluyendo el sencillo "Un-Break My Heart".
De manera adicional, Woodruff ha dirigido dos películas, Honey con la actriz Jessica Alba y Beauty Shop con la participación de Queen Latifah.

## Videografía
1994
- Joe - "The One for Me"

1996
- Joi - "Ghetto Superstar"
- the Tony Rich Project - "Nobody Knows"
- Toni Braxton - "You're Makin' Me High"
- the Tony Rich Project - "Like a Woman"
- Backstreet Boys - "I'll Never Break Your Heart" (version 2: USA)
- Toni Braxton - "Un-Break My Heart"
- Gloria Estefan - "I'm Not Giving You Up"
- T-Boz feat. Richie Rich - "Touch Myself"
- Luther Vandross - "I Can Make It Better"
- Dru Hill - "In My Bed" (version 1)
- Joe - "All The Things (Your Man Won't Do)"

1997
- Backstreet Boys - "Nunca Te Haré Llorar"
- OutKast - "Jazzbelle"
- Toni Braxton - "I Don't Want To"
- Ginuwine - "I'll Do Anything"/"I'm Sorry"
- Timbaland & Magoo con Missy Elliott & Aaliyah - "Up Jumps Da' Boogie"
- Usher - "You Make Me Wanna"
- Salt-n-Pepa - "R U Ready?"
- Céline Dion - "My Heart Will Go On"

1998
- Babyface & Des'ree - "Fire"
- Gloria Estefan - "Heaven's What I Feel"/" Corazón Prohibido"
- Joe - "All That I Am"
- Céline Dion & R. Kelly - "I'm your Angel"
- Next - "Too Close"

1999
- Foxy Brown con Total - "I Can't"
- Céline Dion - "Then You Look at Me"
- Dru Hill - "These Are The Times"
- Honeyz - "Love of a Lifetime"
- 702 - "Where My Girls At?"
- R. Kelly con Nas - "Did You Ever Think" [Remix]
- Kelly Price con Jermaine Dupri - "Secret Love"
- 702 - "You Don't Know"
- Blaque - "I Do"
- Jessica Simpson - "I Wanna Love You Forever"
- Blaque - "Bring It All to Me"
- Britney Spears - "Born to Make You Happy"
- Marc Nelson - "15 Minutes"

2000
- Céline Dion - "Live"
- TLC - "Dear Lie"
- Joe - "I Wanna Know"
- Toni Braxton - "He Wasn't Man Enough for Me"
- Mary J. Blige - "This Child"
- Toni Braxton feat. Dr. Dre - "Just Be Man About It"
- Joe - "Treat Her Like A Lady"
- Kelly Price - "You Should've Told Me"
- Toni Braxton - "Spanish Guitar"
- 98 Degrees - "My Everything"

2001
- Lucy Pearl con Snoop Dogg - "You"
- Ray-J con Lil' Kim - "Wait a Minute"
- Mary Mary con Kirk Franklin - "Thank You"
- Blu Cantrell - "I'll Find a Way"
- Fat Joe con R. Kelly - "We Thuggin'"
- Babyface - "What If?"
- R. Kelly - "The Worlds Greatest"
- Britney Spears - "Overprotected" (version 1)

2002
- Fat Joe con Ashanti - "What's Luv?"
- Joe - "What If A Woman"
- Nelly - "Hot in Herre" (version 1)
- Christina Milian - "When You Look At Me"
- Kirk Franklin - "Brigter Day"
- Joe - "Let's Stay Home"

2003
- Nick Lachey - "Shut Up"
- R. Kelly - "Ignition"

2005
- B5- "All I Do
- Britney Spears - "Do Somethin'"
- R. Kelly con Wisin - "Burn It Up"

2006 
- The Isley Brothers - "Just Came Here To Chill"
- Joe con Papoose - "Where You At"
- 3LW con Jermaine Dupri - "Feelin' You"
- Mary J. Blige - "Take Me as I Am"

2007
- Paula DeAnda - "Easy"
- Trina - "Single Again"